# Testa (botanica)
In botanica, la testa è il più esteriore dei due strati che costituiscono l'episperma o tegumento che circonda il seme delle piante spermatofite.
La testa deriva di uno dei tegumenti dell'ovulo: la primina. Solitamente è di consistenza dura e resistente. La sua funzione è quella di proteggere il seme dall'ambiente esterno. Alcuni semi formano proiezioni della testa che favoriscono l'assorbimento dell'acqua al momento della germinazione o che agiscono come protezione supplementare. In quasi tutti i semi il micropilo, attraverso il quale è stato penetrato il tubo pollinico nell'ovulo, persiste in forma di un piccolo orifizio della testa. Nelle angiosperme, un funicolo unisce il seme alla placenta dall'interno della parete del frutto. All'estrarre il seme rimane una piccola cicatrice o filo che segnala il punto di inserzione del funicolo.
In alcune gimnosperme la testa dei semi presenta una consistenza morbida e carnosa, denominata sarcotesta e, più internamente, sclerotesta. La sarcotesta può essere vascolarizzata e presentare olii o disperdere odore di acido butrrico, come nel caso del Ginkgo biloba.